# The Latin Kings
För andra betydelser, se Latin Kings.
The Latin Kings, T.L.K. var en svensk hiphop-grupp, aktiv cirka 1991 till 2005. De uppmärksammades när de ställde upp i Rap-SM 1991, där de slutade på 3:e plats (vinnare var Infinite Mass) och blev "upptäckta" av Gordon Cyrus.
Medlemmarna var Dogge Doggelito (Douglas León), bröderna Chepe (Hugo Salazar Campos) och Salla (Cristian Salazar Campos) samt Rodde (Rodrigo Pencheff), alla med latinamerikanskt ursprung. Rodde lämnade gruppen efter det första albumet för att satsa mer på Infinite Mass.

## Biografi
Latin Kings slog igenom år 1994 genom ett TV-program som presenterade gruppen parallellt med Ultima Thule och som därmed ville visa på motpolerna i den svenska subkulturella musiken. Direkt efter programmet uppstod en enorm efterfrågan på såväl Ultima Thules som Latin Kings musik.
1994 kom skivan Välkommen till förorten och singeln Snubben. Välkommen till förorten producerades av Gordon Cyrus, de andra av Salla och Chepe.
1995 gav gruppen under namnet Los Reyes Latinos ut Bienvenido a mi barrio, en spanskspråkig version av Välkommen till förorten tänkt för den sydamerikanska marknaden, till denna platta återkom Rodde, främst för att Dogge inte var så duktig på spanska. Återkommande gäster på skivorna var toastaren Daddy Boastin' och sångaren Nang Shubang. Efter att ha släppts från ett oförmånligt skivkontrakt med Warner startade gruppen i mitten av 1990-talet skivbolaget Redline Records. Låten Passa micken från albumet I skuggan av betongen anses av många som startskottet för den tyngre svenska hiphop som hade som störst publika framgångar i början av 2000-talet. De turnerade flitigt år 2003-2004 med bland annat "Cashen Dom Tas Tour". År 2005 kom samlingsskivan Familia Royal.
The Latin Kings texter finns utgivna i boken The Latin Kings Texter (Ruin förlag, 2004). Biografin The Latin Kings portafolio : den sanna berättelsen om Chepe, Dogge och Salla (ISBN 978-91-46-21140-2) kom året efter.
I en intervju med webbsajten Djungeltrumman 2007 bekräftade Dogge Doggelito att gruppen hade upplösts. I en intervju med TV4 under samma år berättade han att gruppen hade varit upplöst i flera år. Uppgifterna om gruppens upplösning kom som en stor besvikelse för många fans, speciellt då Dogge antydde i boken The Latin Kings portafolio att gruppen skulle hålla ihop länge till och släppa fler album. 
Måndagen den 25 november 2019 annonserade Dogge Doggelito att gruppen skulle återförenas 2020, dock utan bröderna Salazar. De skulle släppa ny musik och samtidigt åka på sommarfestivaler 2020. Dessa planer har dock ej blivit av. Om en återförening blir av vid senare tillfälle eller om den helt ställs in är ännu i september 2021 oklart.
2 juli 2022 spelade Dogge, Daddy Boastin och Rigo live på gratisfestivalen Putte i Parken i Karlstad under namnet The Latin Kings.

## Diskografi
- 1994 – Välkommen till förorten
- 1995 – Bienvenido a mi barrio (spanska: "Välkommen till förorten")
- 1997 – I skuggan av betongen
- 2000 – Mitt kvarter
- 2003 – Omertà
- 2005 – Familia Royal (singelsamling)

## Priser och utmärkelser
- 2014 – Invald i Swedish Music Hall of Fame[6]
- 1994- grammy

## Källhänvisningar
1. ↑  LOs Kulturpris genom tiderna, Landsorganisationen i Sverige, läs online.[källa från Wikidata]
2. ↑  Strage, Fredrik (2014-04-20): "Välkomna till framtiden, Latin Kings". DN.se. Läst 7 mars 2015.
3. ↑  ”Latin Kings lägger av”. Sydsvenskan.se. 3 maj 2007. Arkiverad från originalet den 21 oktober 2013. https://web.archive.org/web/20131021004700/http://www.sydsvenskan.se/kultur--nojen/latin-kings-lagger-av/. Läst 19 oktober 2013.
4. ↑   https://www.hd.se/2019-11-25/the-latin-kings-aterforenas-spelar-i-helsingborg
5. ↑  ”David Johansson: Recension av The Latin Kings på Putte i Parken – KARLSTAD KALLAR”. https://karlstadkallar.se/2022/07/05/david-johansson-recension-av-the-latin-kings-pa-putte-i-parken/. Läst 28 november 2024.
6. ↑  ”smhof.se”. Arkiverad från originalet den 7 mars 2016. https://web.archive.org/web/20160307113806/https://smhof.se/sv-se/about/hall%20of%20fame/2014/the%20latin%20kings. Läst 24 februari 2016.